# L'Avion de minuit
Pour plus de détails, voir Fiche technique et Distribution.
L'Avion de minuit est un film français réalisé par Dimitri Kirsanoff, sorti en 1938.

## Fiche technique
- Titre : L'Avion de minuit
- Réalisation : Dimitri Kirsanoff
- Scénario : Dimitri Kirsanoff et Louis Tenars, d'après le roman éponyme de Roger Labric (Nouvelles Éditions Latines, 1935)
- Dialogues : Louis Tenars
- Photographie : Enzo Riccioni
- Son : Georges Gérardot et Michel Picot
- Décors : Aimé Bazin
- Musique : André Galli et Fred Adison
- Montage : Monique Kirsanoff
- Société de production : Amical Films
- Pays d'origine :  France
- Durée : 91 minutes
- Date de sortie : France, 4 août 1938
- Affiche : Roger Rojac (France)

## Distribution
- Jules Berry : l'inspecteur Leroy
- André Luguet : Carlos
- Colette Darfeuil : Colette
- Ginette d'Yd : Jacqueline
- Abel Jacquin : le capitaine Morel
- Muguette Belval : Muguette
- Georges Bever : l'ivrogne
- Robert Le Vigan : le docteur
- Yvonne Rozille : Mrs Clark
- Max Maxudian : Alberstein
- Nino Constantini : Philippe
- Marc Dantzer : Georges
- Georges Saillard : un inspecteur
- Pierre Sergeol : Jean La Rumeur
- Marfa Dhervilly : la marchande de fleurs
- Doumel : le bistrot de Marseille
- Teddy Michaud